# Morsum Sogn
Morsum Sogn (tysk Kirchspiel Morsum) er et sogn på øen Sild i Sydslesvig, tidligere Sild Herred (Tønder Amt), nu i den østlige del af Sild Kommune i Nordfrislands Kreds. 
I Morsum Sogn findes flg. stednavne:
- Holmen (nordfrisisk Holerem, tysk Holm)
- Klaphjørne eller Klamphjørne (nordfrisisk Klaampshörn, tysk Klampshörn)
- Lille Morsum (nordfrisisk Litj Muasem, tysk Kleinmorsum)
- Næsodde (nordfrisisk Nösi, tysk Nösse)
- Skjellinghjørne (nordfrisisik Skellinghörn, tysk Schellinghörn)
- Store Morsum (nordfrisisk Guart Muasem, tysk Großmorsum)
- Østerende (nordfrisisk Uasterjen, tysk Osterende)
- Vester- og Øster Vold (nordfrisisk Val, tysk Wall)